# Nong Hak
Nong Hak é um filme de terror laociano de 2017 dirigido e escrito por Mattie Do. Foi selecionado como representante de seu país ao Oscar de melhor filme estrangeiro em 2018.

## Elenco
- Amphaiphun Phommapunya - Nok
- Vilouna Phetmany - Ana
- Tambet Tuisk - Jakob
- Manivanh Boulom - Maid
- Yannawoutthi Chanthalungsy - Gardener
- Maluly Chanthalangsy - Mimi
- Brandon Hashimoto - Kenji
- Namsoke Xayluesa - Grocer